# 沙堤亭
沙堤亭又名八角亭，位于中国安徽省黄山市徽州区潜口镇唐模村水口处，同胞翰林坊前方，三层八角，四面有拱门回廊。始建于明代正德年间，清代康熙年间重修。东西分别题“沙堤”和“云路”二字。
2019年10月，沙堤亭作为唐模檀干园的子项公布为全国重点文物保护单位。